# Luigi Bianchi

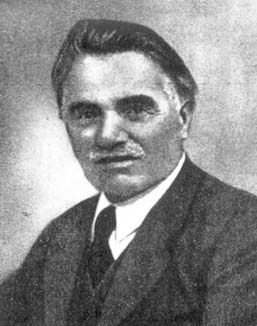
Luigi Bianchi

Luigi Bianchi (Parma, 18 januari 1856 - Pisa, 6 juni 1928) was een Italiaans wiskundige. Hij  was een vooraanstaand lid van de meetkundige school die in Italië bloeide tijdens de laatste 30 jaar van de 19e eeuw en de eerste 30 jaar van de twintigste eeuw.